# Cladoramus crenulatus
Cladoramus crenulatus är en insektsart som beskrevs av Hancock, J.L. 1907. Cladoramus crenulatus ingår i släktet Cladoramus och familjen torngräshoppor. Inga underarter finns listade i Catalogue of Life.